# مواجهات مطار سفوان
مواجهات مطار سنام أو مواجهات مطار سفوان كانت مواجهات بعد وقف إطلاق النار بين القوات العراقية والأمريكية في نهاية معركة أم المعارك/حرب الخليج الثانية عام 1991.

## الخلفية
بعد الهجوم البري أراد الجنرال نورمان شوارتسكوف من قوات التحالف بقعة في عمق العراق لمناقشة شروط الاستسلام. اختار مطار سنام المسمى خارج العراق مطار سفوان في جنوبي العراق لعقد مراسم رسمية لوقف إطلاق النار كدليل على أن التحالف سيطر على الحرب. كان من المفترض أن المطار قد تم الاستيلاء عليه من قبل الفيلق السابع قبل بضع ساعات. بيد أن القوات الأمريكية لم تتخذ لها موقعا في سفوان كما افترض. أدى ذلك إلى أن يقوم الجنرال شوارتسكوف بصب غضبه على الجنرال فريدريك م. فرانكس الابن وأمره بأن يأخذ المدينة فورا كما كان عازما على استخدامها للمحادثات القادمة كما كان مقررا. تواجه السرب الأول وفوج الفرسان الرابع من فرقة المشاة الأولى الأمريكية والحرس الجمهوري العراقي المعروف في الدوائر العسكرية باسم الإنذار. تم ذكر التفاصيل في كتاب طلاب الصف الثالث في الحرب وكذلك كتاب الطريق إلى سفوان.
في صباح 1 آذار/مارس 1991 وصلت الدبابة القتالية إم1 أبرامز وم3أ2 برادليس من الفيلق السابع إلى مطار سفوان ليتواجهوا مع مجموعة تي72 الدفاعية العراقية الذين كانوا يدافعون عن القاعدة والقرية المجاورة. أعطاهم الفيلق خيار القتال والدمار أو إخلاء المكان. غادرت الحامية العراقية بأكملها الموقع عند الغسق وحلت مكانها قوات التحالف بسرعة. قبل الهدنة تلقت فرقة المشاة الأولى أوامر لتأمين تقاطع الطرق في سفوان. ومع ذلك بسبب سوء الاتصال وتقرير كاذب عن نيران المدفعية الودية فإن فرقة المشاة الأولى لم تصل إلى هدفها وبقيت بعيدة عشرة أميال عنها. نتيجة لذلك أمر لوت ويلسون قائد الفرسان قواته بتأمين سفوان بحلول الساعة 1600 من 1 آذار/مارس. في الوقت نفسه تحمل الجنرال فرانكس المسؤولية الكاملة عن الحادث.
تم تنبيه جميع قوات السرب للخروج في الساعة 06/15 والتوجه للشمال. قامت المروحية أو إتش-58 كيوا وإيه إتش-1 كوبرا بالتحليق فوقهم لحمايتهم. وصلت فرقة الفرسان المطار بعد ساعة واحدة. فوجئوا عندما رأوه على الخرائط على أنه طريق غير مكتمل وهو مطار سنام (سفوان). في البداية بدا أن المنطقة مهجورة ولكن المروحيات المحلقة فوقهم أفادوهم عن وجود خزانات لواء عراقي بأكمله. تم تلقي الأمر بعدم إطلاق النار ما لم يطلق النار عليهم ومواصلة السير نحو الأمام. بدون إطلاق رصاصة احتلت قوات ألفا المطار تحت وابل مدافع المدافعين العراقيين. تبين أن قوات العدو تتكون من المثبطين والجائعين والخشنين. بعض الأميركيين منحوا وجبات جاهزة للأكل للمدافعين العراقيين. بعد فترة وجيزة من بدء تناول الطعام سار العقيد العراقي غاضبا من أن رجاله قبلوا الطعام الأمريكي وطلب من الأمريكيين الخروج. أبلغوه بأن العراقيين سيضطرون إلى مغادرة المنطقة. تم تبادل معلومات الخريطة مع العقيد وعاد العراق لإبلاغ رؤسائه.
في ظل الأوامر بعدم إطلاق النار ما لم يطلق النار ومرور اللحظات المتوترة التي أسفرت عن قيام القوات الأمريكية بإزالة طواقم الدبابات العراقية من سياراتهم. بعد فترة قصيرة من الزمن عاد العقيد العراقي إلى الموقع وقال له إن العراقيين لن يغادروا (على الرغم من أن العديد من العراقيين قد تخلوا بالفعل عن مواقعهم). ومع زيادة التوتر حلقت طائرة هليكوبتر هجومية من طراز أباتشي من طراز أه-64. تم تأكيد هذا الأمر وهو يصرخ على ضربات شفرات المروحيات التي سيهاجمها الأمريكيون إذا لم يتحرك العراقيون. عاد العقيد العراقي ليخبر رؤسائه. لم تتحرك المفاوضات بسرعة كافية. تم إصدار الأمر لقائد اللواء 2 العقيد توني مورينو بالتوجه إلى سفوان. بمجرد وجوده حصل مورينو على جنرالين عراقيين ومسؤول مدني. كان ينتظر رد الفعل العراقي عندما وجه الدبابة القتالية مباشرة نحوهم. قال مورينو: «أخبر العراقيين بالتحرك أو الموت». عندما التقى مورينو بالعراقيين للمرة الثانية قطع قراءتهم لبيان تم إعداده. بصق بالدماء على قدميه (وقال أن شفته قطعت) وقال: «إذا كنت لا تريد أن تترك المكان بحلول الساعة 16:00 فسوف نقتلك». انتهت المفاوضات. انسحب العراقيون.
بعد أيام قليلة التقى العراقيون والأمريكيون في المطار للتوقيع على شروط استسلام القوات العراقية.

## فيما بعد
كان الحادث نتيجة للاستخدام الصارم لسلسلة القيادة لتقارير القيادة العامة للولايات المتحدة بدلا من الاتصال المباشر مع القادة على الأرض.